# Pseudopiptadenia pittieri
Pseudopiptadenia pittieri är en ärtväxtart som först beskrevs av Hermann August Theodor Harms, och fick sitt nu gällande namn av Gwilym Peter Lewis. Pseudopiptadenia pittieri ingår i släktet Pseudopiptadenia och familjen ärtväxter. Inga underarter finns listade i Catalogue of Life.